# Batalha de Jena–Auerstedt
As batalhas de Jena (ou Iena) e Auerstedt ocorreram em 14 de outubro de 1806 pelo controle destas cidades que ficam no interior da Prússia, na época sob o governo dos Hohenzollern, que se opunham aos exércitos de Napoleão Bonaparte.

## Contexto histórico
Em 1806, a ocupação do Reino de Nápoles deixou a França de posse de um gigantesco império no oeste da Europa. Além da Bélgica e da Itália, Napoleão criara estados nos Países Baixos, na Suíça e no oeste da atual Alemanha, dividida na Vestfália, ao norte e na Confederação do Reno, no centro-sul.
Isso tudo, mais a aliança com a Espanha, deixava a Inglaterra em difícil situação, apesar da vitória marítima dos britânicos em Trafalgar. Em 1806, a guerra foi declarada pela Prússia, uma hesitante aliada dos austríacos e dos russos em 1805. Em coligação com a Rússia, os prussianos contavam com um exército confuso e desmotivado. Aproveitando-se disso, Napoleão procurou engajá-los rapidamente, antes da chegada dos reforços russos.

## Batalha de Jena
Esta batalha começou em 14 de outubro de 1806, nos campos cobertos de grama perto de Jena. A primeira movimentação do exército francês foi um ataque direto aos flancos dos prussianos. Isso deu tempo para que o exército central e de apoio de Napoleão assumissem suas posições. Essas escaramuças tiveram pouco impacto na campanha, exceto quando o general francês Saint-Hilaire conseguiu quebrar a formação das forças prussianas, isolando o flanco esquerdo destes.
Então, o marechal Michel Ney moveu suas tropas e assumiu sua posição, seguindo instruções de Napoleão. Contudo, uma vez em posição, Ney decidiu atacar os prussianos, mesmo sem receber ordens para isso, o que acabou quase sendo um desastre. O ataque inicial de Ney foi quase bem-sucedido, mas ele se estendeu demais e se viu sob pesado ataque da artilharia prussiana. Vendo nisso uma oportunidade, o inimigo contra-atacou e cercou as forças de Ney, que firmaram posições em forma de quadrado para se defender. Napoleão então mandou o marechal Jean Lannes para ajudar Ney. Isso deixou o centro das linhas francesas fraco. Contudo, o imperador mandou que as unidades da Guarda Imperial segurassem a posição até que o exército francês estivesse novamente reagrupado.

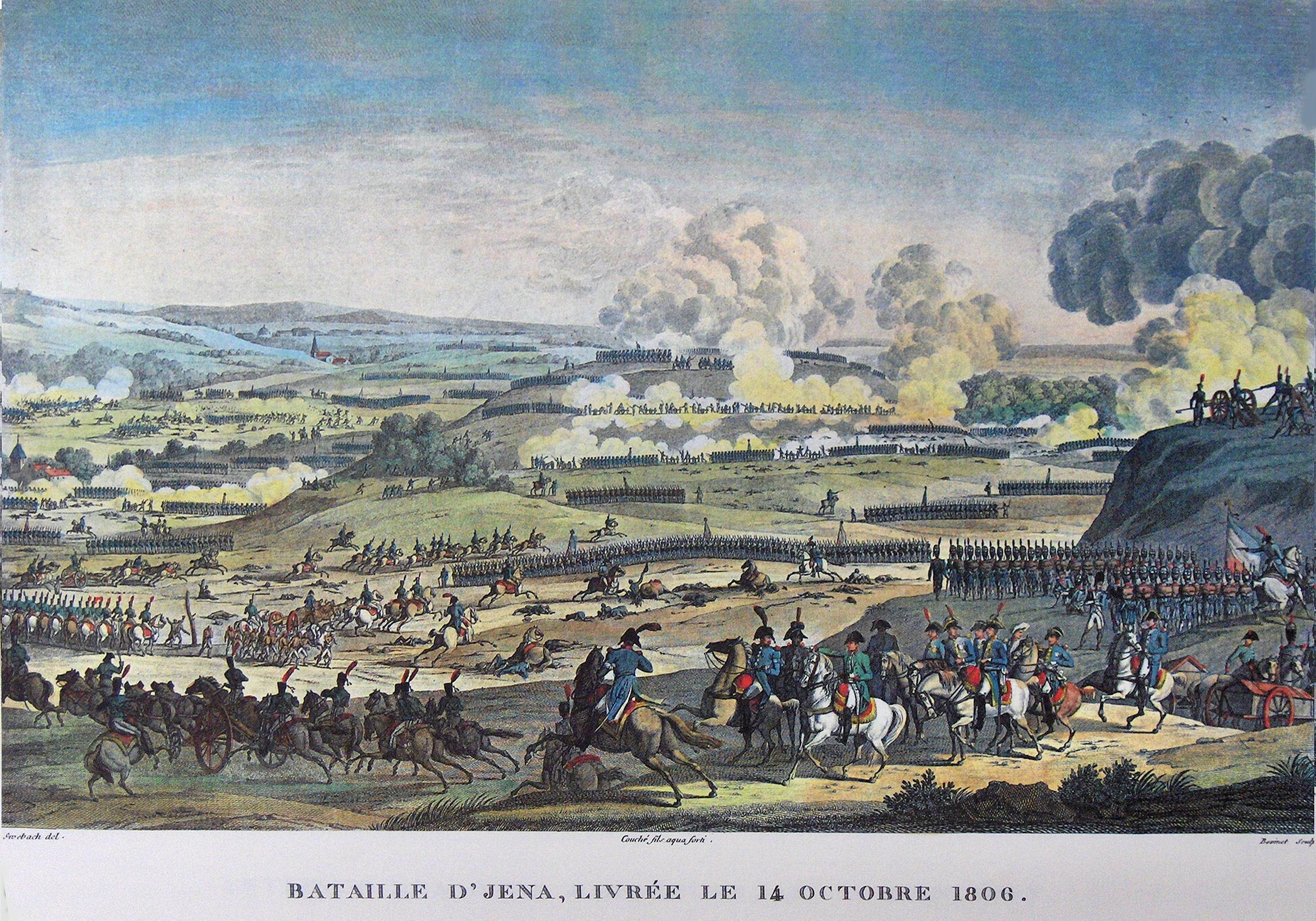
Batalha de Jena

A adaptabilidade em situações adversas era uma das principais características de Napoleão. A Guarda Imperial, que era a unidade de elite do Grande Armée, estavam sobre controle direto do imperador e eram raramente usadas. O resgate deu certo e o exército de Ney conseguiu se retirar. Apesar do exército francês estar em situação difícil naquele momento, os generais prussianos não tomaram a iniciativa para explorar essa fraqueza. A infantaria prussiana foi então massacrada por tiros de canhões e disparos dos atiradores franceses. Um general prussiano teria dito em uma carta: "a região se tornou palco do mais terrível derramamento de sangue e de matança".
Por volta das 13h da tarde, Napoleão decidiu fazer um movimento decisivo. Ele ordenou que suas tropas nos flancos atacassem para tentar quebrar as linhas prussianas e cercar o centro do seu exército, enquanto as tropas avançavam na região central. O ataque foi um sucesso e os flancos das tropas prussianas ruíram. O exército prussiano então bateu em retirada e Napoleão tomou o terreno. Os prussianos perderam 10 000 homens e viram outros 15 000 serem levados como prisioneiros. Cerca de 150 canhões também foram capturados.

## Batalha de Auerstedt

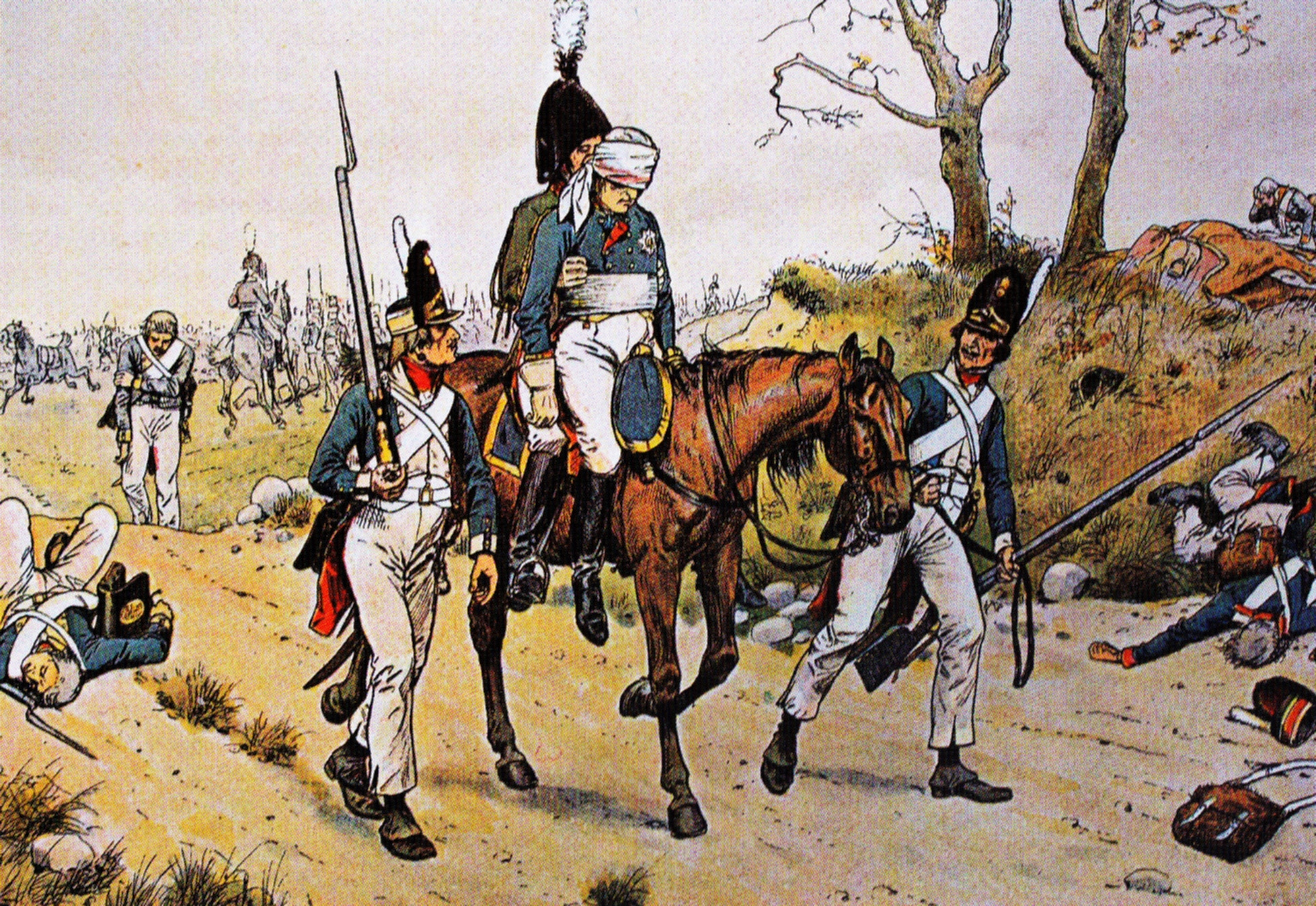
Soldados prussianos em retirada
Por Richard Knötel

As divisões do general Etienne Gudin se moveram de e um pouco mais de uma hora mais tarde já estavam em Poppel, onde foram detidos pelos prussianos. Havia muita neblina na região que se dissipou com a aproximação do exército. Quando Davout soube da aproximação das forças prussianas, ele ordenou que Gudin dispersasses suas tropas perto de Hassenhausen.
Os comandantes prussianos estavam sob ordens de ir até a principal estrada local onde Davout estava e tentaram bloquear seu avanço na passagem de Kösen. O comandante Schmettau atacou então Hassenhausen, enquanto o marechal Blücher chegou com suas tropas. juntos eles atacaram o exército de Gudin e o expulsaram do vilarejo.
Wartensleben chegou por volta das 8h30min junto com Brunswick e então colocou sua infantaria no flanco esquerdo e a cavalaria no direito. Meia hora, a cavalaria francesa chegou e se colocou a esquerda de Gudin. As divisões do general Louis Friant e a artilharia chegaram logo depois e se posicionaram a direita do exército francês. O avanço das forças francesas forçou o recuo da cavalaria de Blücher. Vendo nenhuma alternativa, o general prussiano ordenou o ataque. Dois regimentos de Wartensleben atacaram então Hassenhausen. Contudo, a situação começou a se deteriorar quando três regimentos de cavalaria prussiana bateram em retirada. A infantaria logo seguiu. Na hora crítica, Brunswick tomou uma ação desesperada. Pouco antes das 10h da manhã, ele ordenou um ataque total, com todas as suas forças, contra Hassenhausen. Brunswick teve então que ser retirado da batalha após sofrer um grave ferimento e o general Schmettau também acabou sendo ferido. Com a perda dos seus dois principais comandantes, o exército prussiano entrou em colapso.
As forças de Guilherme I chegou na batalha apenas quando esta estava perto de terminar. No lado francês, as tropas do general Charles Morand também chegaram e foram enviadas para o flanco esquerdo. Davout percebeu então que os prussianos estavam em retirada e então ordenou que suas forças avançassem. Perto do meio-dia de 14 de outubro, o centro das tropas prussianas havia sido rompido e a cavalaria de Blücher já havia sido dispersada, enquanto Wartensleben tentava se reagrupar. As forças prussianas viram-se então em posição completamente desfavorável e bateram em retirada da região.

## Após a batalha
O êxito nas batalhas em Auerstedt e Jena e a entrada exultante dos franceses em Berlim não colocaram um ponto final na guerra. Frederico Guilherme III se refugiou em Königsberg, a leste, e com a ajuda russa manteve o poder. Tentando enfraquecer a economia da Inglaterra que era aliada de seus inimigos, Napoleão proclamou em 24 de novembro o bloqueio continental.
O filósofo alemão Hegel, que viveu nesta época, afirmou, a respeito da batalha de Jena, que a humanidade havia chegado "ao último estágio da história, de nosso mundo, de nossa época".